# Балиаданги
Балиаданги (бенг. বালিয়াডাঙ্গী, англ. Baliadangi) — город на севере Бангладеш, административный центр одноимённого подокруга. Площадь города равна 17,72 км². По данным переписи 2001 года, в городе проживало 12 015 человек, из которых мужчины составляли 51,5 %, женщины — соответственно 48,5 %. Плотность населения равнялась 678 чел. на 1 км². Уровень грамотности населения составлял 26,5 % (при среднем по Бангладеш показателе 43,1 %).